# Rudolf Wegscheider
Rudolf Wegscheider (18 de octubre de 1859 - 8 de enero de 1935) fue un químico austríaco de origen suabo del Banato.
Wegscheider estudió química y fue el fundador de la Escuela de Química de Austria. Impartió lecciones en la Universidad de Viena, y desde 1902 a 1931 fue Jefe del Departamento. También dirigió la asociación de Químicos Austriacos desde 1904 a 1929.
R. Wegscheider introdujo el Principio de Balance Detallado en la cinética química.